# Spirit of Justice Park
Spirit of Justice Park är en park som ligger i området för United States Capitol Complex i den amerikanska huvudstaden Washington, D.C. Parken sköts och drivs av den federala myndigheten Architect of the Capitol. Under parken återfinns det underjordiska parkeringsgarage, som är till för anställda som arbetar i Cannon House Office Building, Longworth House Office Building och Rayburn House Office Building.